# Karancslapujtő, Nógrád
Karancslapujtő  este un sat în districtul Salgótarján, județul Nógrád, Ungaria, având o populație de 2.734 de locuitori (2011). 

## Demografie
Componența etnică a satului Karancslapujtő
     Maghiari (93,51%)
     Romi (5,65%)
     Necunoscut (0,36%)
     Alții (0,48%)
Componența confesională a satului Karancslapujtő
     Romano-catolici (53,04%)
     Fără religie (15,11%)
     Luterani (2,23%)
     Necunoscută (28,05%)
     Alte religii (3,11%)
Conform recensământului din 2011, satul Karancslapujtő avea 2.734 de locuitori. Din punct de vedere etnic, majoritatea locuitorilor (93,51%) erau maghiari, cu o minoritate de romi (5,65%). Apartenența etnică nu este cunoscută în cazul a 0,36% din locuitori.  Din punct de vedere confesional, majoritatea locuitorilor (53,04%) erau romano-catolici, existând și minorități de persoane fără religie (15,11%) și luterani (2,23%). Pentru 28,05% din locuitori nu este cunoscută apartenența confesională.